# Alfred Körner
Pour les articles homonymes, voir Körner.
Alfred Körner (né le 14 février 1926 à Vienne en Autriche et mort le 23 janvier 2020 dans la même ville) est un joueur de football autrichien.

## Palmarès
- Championnat d'Autriche (7) :
  - Vainqueur : 1946, 1948, 1951, 1952, 1954, 1956, 1957

- Coupe d'Autriche (1) :
  - Vainqueur : 1946

- Coupe Zentropa (1) :
  - Vainqueur : 1951